# Esclañá
Esclanyà o Esclañá es una localidad española del término municipal gerundense de Bagur, en la comunidad autónoma de Cataluña.

## Historia
A mediados del siglo XIX, el lugar, ya por entonces parte del ayuntamiento de Bagur, contaba con una población censada de 122 habitantes. La localidad aparece descrita en el séptimo volumen del Diccionario geográfico-estadístico-histórico de España y sus posesiones de Ultramar de Pascual Madoz de la siguiente manera:

ESCLAÑA: l. en la prov. y dióc. de Gerona (6 leg.), part. jud. de La Bisbal (3), ayunt. de Bagur (1), aud. terr., c. g. de Barcelona (20): sit. en un llano; le combaten los vientos del N. y E.; su clima es sano, y las enfermedades comunes catarros y pulmonias. Compónese la pobl. de varias casas diseminadas, entre las cuales hay una, que denota haber sido fuerte y solariega; una igl. parr. (San Esteban), un cementerio, y varias fuentes de buenas aguas en el term. que confina N. Regencos (1 leg.); E. Bagur (1); S. Palafurgell (1/2), y O. Llufriú (1/2). El terreno es de mediana calidad en general, y sus montes están poblados de viñas y olivos. Los caminos conducen á los pueblos comarcanos, y á la cab. del part. El correo se recibe de la estafeta de Palafurgell. prod.: toda clase de granos y legumbres, vino y aceite; cria ganado lanar y vacuno; y caza de conejos, liebres y perdices. ind.: fáb. de ladrillos y tejas. comercio: esportacion de estos productos. pobl.: 24 vec., 122 alm. cap. prod.: 2.638,800. imp.: 65,970.
(Madoz, 1847, pp. 523-524)

En 2022 la entidad singular de población tenía empadronados 833 habitantes y el núcleo de población homónimo 66 habitantes.

## Patrimonio
- Castillo de Esclanyà